# Parafia Nawiedzenia Najświętszej Maryi Panny w Polskiej Nowej Wsi
Parafia Nawiedzenia Najświętszej Maryi Panny w Polskiej Nowej Wsi – parafia rzymskokatolicka, znajdująca się w diecezji opolskiej, w dekanacie Prószków.
Najstarsze wzmianki o kościele w Polskiej Nowej Wsi pochodzą z 1666 roku. Od roku 1687 funkcjonowała tu filia parafii Komprachcice, od 1926 roku była to już samodzielna lokalia (w związku z Komprachcicami). W 1934 roku utworzona została kuracja, w 1936 - osobna parafia.